# 成吉思汗勋章
成吉思汗勋章是蒙古国最高荣誉勋章。

## 简介
2002年，经蒙古国总统那楚克·巴嘎班迪倡议，国家大呼拉尔通过了第21号决议，决定设立成吉思汗勋章，授予为巩固蒙古国家独立自主及国家团结、深入研究和传承及让世界了解蒙古民族历史文化传统作出特殊贡献的人士，每年7月11日庆祝那达慕之际颁发。后来，对该决议进行了修订，改在成吉思汗诞辰日即“蒙古民族自豪日”颁发成吉思汗勋章。历年获得成吉思汗勋章的人士是：
- 2005年：彭萨勒玛·奥其尔巴特，蒙古国首任总统[2]
- 2006年：宾巴苏伦·沙拉布，音乐家[2]
- 2009年：达希·宾巴苏伦，前总理[2]
- 2010年：拉德那苏木贝尔勒·贡其格道尔吉，前国家大呼拉尔主席[2]
- 2011年：那楚克·巴嘎班迪，蒙古国第二任总统[2]
- 2012年：达木丁·登贝尔勒，国家大呼拉尔主席[2]
- 2013年：杜马·索德诺姆，蒙古国第14任总理[2]
- 2014年：哈布特盖·那木斯来，物理学家[2]
- 2015年：贡布扎布·门德奥约，诗人[2]
- 2016年：钢巴特尔·阿伦巴特尔，歌唱家[1][3]
- 2017年：奈丹·圖布辛巴亞爾，柔道運動員
- 2019年：The Hu，搖滾樂隊
- 2021年：朱格德爾德米德·古爾拉格查，太空人
- 2021年：蒙古國武裝部隊